# برمچه بالامحل
برمچه بالامحل، روستایی است از توابع بخش مرکزی شهرستان خمام در استان گیلان ایران.

## جمعیت
این روستا در دهستان کته‌سرخمام قرار دارد و براساس سرشماری مرکز آمار ایران در سال ۱۳9۵، جمعیت آن 493 نفر (153خانوار) بوده‌است.